# جوليانا بايس
جوليانا كوتو بايس (بالبرتغالية: Juliana Couto Paes‏) وهي ممثلة وعارضة أزياء سابقة برازيلية ولدت في يوم 26 مارس 1979 في ريو دي جانيرو في البرازيل، مثلت في تيلينوفيلا ومثلت في ذا بروديوسرس وهي من أصل أفريقي وبرازيلي أصلي وعربي مشترك وقد ظهرت في مجلات البلاي بوي وقد مثلت في مسلسل جسور الهوى - حب في الهند في 2009.

## روابط خارجية
- جوليانا بايس على موقع IMDb (الإنجليزية)
- جوليانا بايس على موقع ألو سيني (الفرنسية)
- جوليانا بايس على موقع ميوزك برينز (الإنجليزية)
- جوليانا بايس على موقع أول موفي (الإنجليزية)
- جوليانا بايس على موقع قاعدة بيانات الفيلم (الإنجليزية)
- جوليانا بايس على موقع كينوبويسك (الروسية)